# Erik Hartzell
Erik Hartzell, född 1670, död 1757, var en svensk borgmästare och riksdagsman.

## Biografi
Erik Hartzell föddes 1670. Han var son till lotsåldermannen Lars Andersson och Anna Larsdotter på Hartsö i Bälinge socken. Hartzell arbetade som borgmästare i Sala stad och var riksdagsledamot för borgarståndet i Sala vid riksdagen 1719. Han avled 1757.

### Familj
Hartzell gifte sig 1706 med Sara Malmström.